# Ectot-l'Auber
Ectot-l'Auber är en kommun i departementet Seine-Maritime i regionen Normandie i norra Frankrike. Kommunen ligger i kantonen Yerville som tillhör arrondissementet Rouen. År 2022 hade Ectot-l'Auber 706 invånare.

## Befolkningsutveckling
Antalet invånare i kommunen Ectot-l'Auber
| Referens: INSEE |